# 보국단

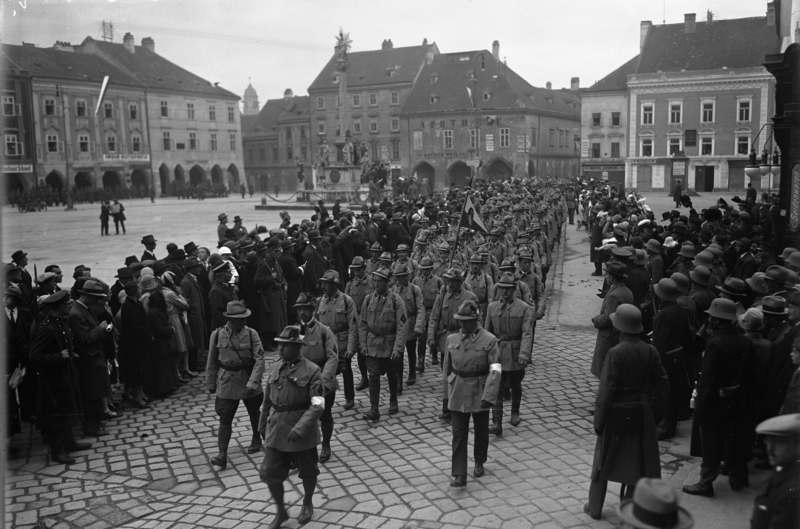
1931년 촬영된 사진.

보국단(保國團, 독일어: Heimwehr 하임베어[*])은 1920년대 ~ 1930년대 오스트리아에서 활동한 우익 준군사조직이다. 행동 방식, 조직, 사상 등의 면에서 독일의 자유군단과 유사했다. 보국단은 의회 민주주의 자체에 반대하면서도 보국당(保國黨, 독일어: Heimatblock)이라는 정치 세력을 형성하면서 엥겔베르트 돌푸스의 보수 정부와 연대하였다.
보국단의 가장 큰 약점은 정치 이념의 부족이었다. 보국단은 지방의 농민층과 로마 가톨릭교회 신도들을 중심으로 조직되어 있고, 그 공통 인식에서 '반 사회주의' '반 비엔나 (도시)' '반 신흥 계급 (노동자 도시 중간층)'라는 점에서 일치해 있었다. 그러나 대부분의 회원에게 관심사는 어디 까지나 자신이 살고있는 지역의 질서 유지의 문제에 한정되어 있으며, 기성의 정부를 쓰러 뜨리고 새로운 정부를 수립 하자는 발상은 극히 일부에 있었다. 이들은 보수 가톨릭의 이념을 바탕으로 현상 유지를 원하는 단원이 많았고 회원수는 30만에 이르렀다.
이들은 오스트리아 내전에도 참전하여 보국단은 1936년에 소멸되고 그 기능과 세력은 조국전선이 차지하게 되었다.